# Bairro das Salgadas
O Bairro das Salgadas é um bairro da cidade de Lisboa.
É um dos 10 bairros da freguesia de Marvila, juntamente com os seguintes bairros: Bairro dos Alfinetes, Bairro dos Lóios, Bairro da Flamenga, Bairro do Armador, Bairro das Amendoeiras, Bairro Marquês de Abrantes, Bairro da Prodac, Bairro do Condado – Zona J e Poço do Bispo.
A Câmara Municipal de Lisboa incluiu este bairro, juntamente com o Bairro dos Alfinetes, na Carta dos Bairros e Zonas de Intervenção Prioritária de Lisboa. Estes dois bairros dispõem de uma associação de moradores, denominada Associação Moradores Bairro Alfinetes e Salgada Em 2006, a mesma associação de moradores revelava preocupações relativamente à falta de equipamentos no bairro.
O bairro tem sido alvo de propostas de cidadãos no âmbito do Orçamento Participativo da cidade de Lisboa. Foi também alvo de um Relatório de Diagnóstico da Freguesia de Marvila do Concelho de Lisboa, corresponde à Fase Quatro do Plano Operacional de Respostas Integradas (PORI), no âmbito da Estratégia Nacional de Luta Contra a Droga do Instituto da Droga e da Toxicodependência, I.P.
No ano de 2006, a Câmara Municipal de Lisboa anunciou que estariam concluídas intervenções a nível de habitação social no bairro, até ao fim de 2007, com requalificação de 224 fogos, num investimento de 2,5 milhões de euros.
Em 2010, o bairro foi dotado de um equipamento desportivo, cm vista a dinamizar o desenvolvimento da actividade desportiva na zona.